# Hemitilapia oxyrhyncha
Рід Hemitilapia складається з єдиного виду риб родини цихлові Hemitilapia oxyrhyncha Boulenger 1902